# Värska-boerderijmuseum
Het Värska-boerderijmuseum is een openluchtmuseum in de Estse plaats Värska gewijd aan de landbouwcultuur en -praktijken van het Seto-volk. Het museum is een reconstructie van een versterkt boerderijcomplex uit de jaren twintig van de twintigste eeuw. De binnenplaats van de boerderij is niet van buitenaf zichtbaar en alleen toegankelijk via grote houten poortdeuren.
Het museum organiseert ook verschillende culturele evenementen die verband houden met de Seto-cultuur, zoals de Seto-kantdagen en volksverhalenavonden.
Naast het museum bevindt zich een restaurant genaamd de Seto Tsäimaja, wat ‘Seto-theehuis’ betekent, waar lokale Seto-gerechten worden geserveerd. Het museum en het theehuis worden beide beheerd door de stichting Setomaa-musea.
Värska-boerderijmuseum · Generaal Reek-huis · Saatse-museum · Obinitsa-museum ·  Seto Tsäimaja